# 三輪村 (岐阜県)
三輪村（みわむら）はかつて岐阜県山県郡に存在した村である。村名は三輪神社に由来し、現在の岐阜市東北部に該当し、長良川と武儀川沿いの地域である。
三輪村は、明治の大合併により山県村の一部となって一旦消滅したが、昭和の大合併で自治体名として復活した。しかし、岐阜市への編入によりわずか5年で消滅している。
ここでは、昭和の大合併で成立した三輪村を取り上げる。

## 歴史
- 1956年（昭和31年）4月1日 - 山県村、春近村、厳美村の北部[1]が合併し、三輪村となる。当初は1955年（昭和30年）4月1日に東山県村として、合併する予定であったが村名で調整が難航し、一年遅れの合併となった。
- 1961年（昭和36年）4月1日 - 岐阜市に編入され、三輪村は消滅する。

## 学校
- 三輪村立春近小学校（1964年、厳美小学校と統合。現・岐阜市立三輪南小学校）
- 三輪村立厳美小学校（1964年、春近小学校と統合。現・岐阜市立三輪南小学校）
- 三輪村立山県小学校（現・岐阜市立三輪北小学校）
- 関市三輪村組合立東山中学校 （1962年、山県中学校と統合。現・岐阜市立三輪中学校）
- 三輪村立山県中学校（1962年、東山中学校と統合し、三輪中学校）

## 旧跡・観光など
- 真長寺 （三輪釈迦）
- 三輪神社

## その他
- 岐阜市で旧・山県郡の地域は、三輪村と芥見村の一部、岩野田村であるが、岩野田村は旧方県郡である。